# 網格捲管螺
網格捲管螺（学名：Philbertia retellaria）为捲管螺科粗切嘴螺屬下的一个种。